# XHTML+SMIL
XHTML+SMIL ist eine Anmerkung (Note) des W3C, die die Integration von SMIL-Semantiken in XHTML und CSS beschreibt. Die Note basiert auf der Einreichung HTML+TIME. Die Sprache wird auch als HTML+SMIL bezeichnet.
Das XHTML+SMIL-Sprachprofil hat viele Module mit dem SMIL-Sprachprofil gemeinsam, darunter die Kernmodule Timing, Medienobjekte, Verlinkung, Animation, Übergänge and Inhaltskontrolle. Wo die anderen SMIL-Profile ein sprachspezifisches Layout-Modell nutzen, setzt XHTML+SMIL das HTML-Flusslayout und CSS-Positionierungs-Modell sinnvoll ein, welches den meisten Webentwicklern bekannt ist. Die Semantik, SMIL-Animationen in das CSS-Model zu integrieren, wurde auch in skalierbaren Vektorgrafiken genutzt.
XHTML+SMIL wurde eher als W3C-Note denn als Empfehlung ausgearbeitet, weil es nur eine Implementierung des Sprachprofils gab (im Microsoft Internet Explorer).